# توشيو إيواي
توشيو إيواي (باليابانية: 岩井俊雄؛ بالكانا: いわい としお) هو فنان وملحن ياباني، ولد في 1962 في Kira, Aichi ‏ في اليابان.

## وصلات خارجية
- توشيو إيواي على موقع IMDb (الإنجليزية)